# Cum nimis absurdum

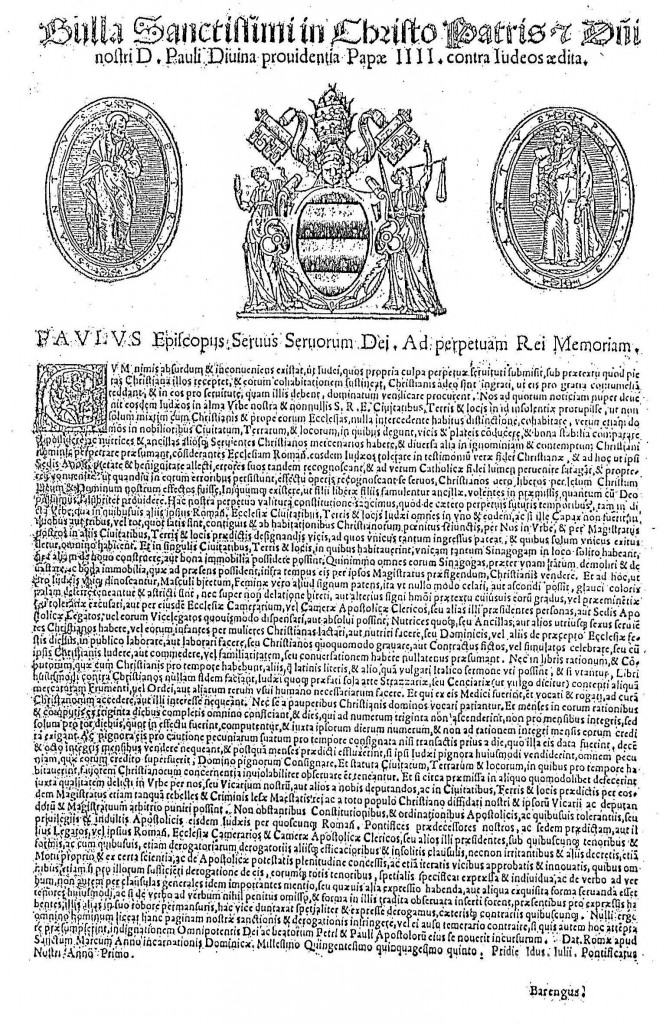
Cum nimis absurdum (1555)

Cum nimis absurdum je papežská bula, kterou vydal papež Pavel IV. dne 14. července 1555 a která zavádí protižidovské restrikce, jež se později rozšířily do celé Evropy. Její název tvoří, jak bývá u bul obvyklé, první slova latinského originálu (v překladu: Jelikož je absurdní a krajně nevhodné, že židé, kteří byli ze své vlastní viny Bohem zatraceni...). Tato bula nařizuje, že muži musí nosit bílou nebo žlutou židovskou čapku, ženy žlutý šátek nebo znak. Židům se dále zakazuje vlastnit hmotný nemovitý majetek a vykonávat u křesťanů lékařské povolání. Bula dále zakládá římské židovské ghetto (ve čtvrti Sant'Angelo), jež ale nebylo prvním z židovských ghett. V Římě se jednalo se o uzavřenou čtvrť se třemi bránami, které se na noc zamykaly. Židům byla dovolena ve městech pouze jedna synagoga. Následující papež Pius IV. prosadil zřízení dalších ghett ve většině italských měst a jeho následovník, papež Pius V., doporučil jejich zřizování i v dalších sousedních státech. Obavy z restrikcí měly za následek odchod části Židů z Církevního státu.
Později, dne 15. února 1775, nově zvolený papež Pius VI. zahájil svou činnost podepsáním buly Editto sopra gli Ebrei, v níž všechna dosavadní protižidovská opatření shrnul.